# مامادو نيانغ

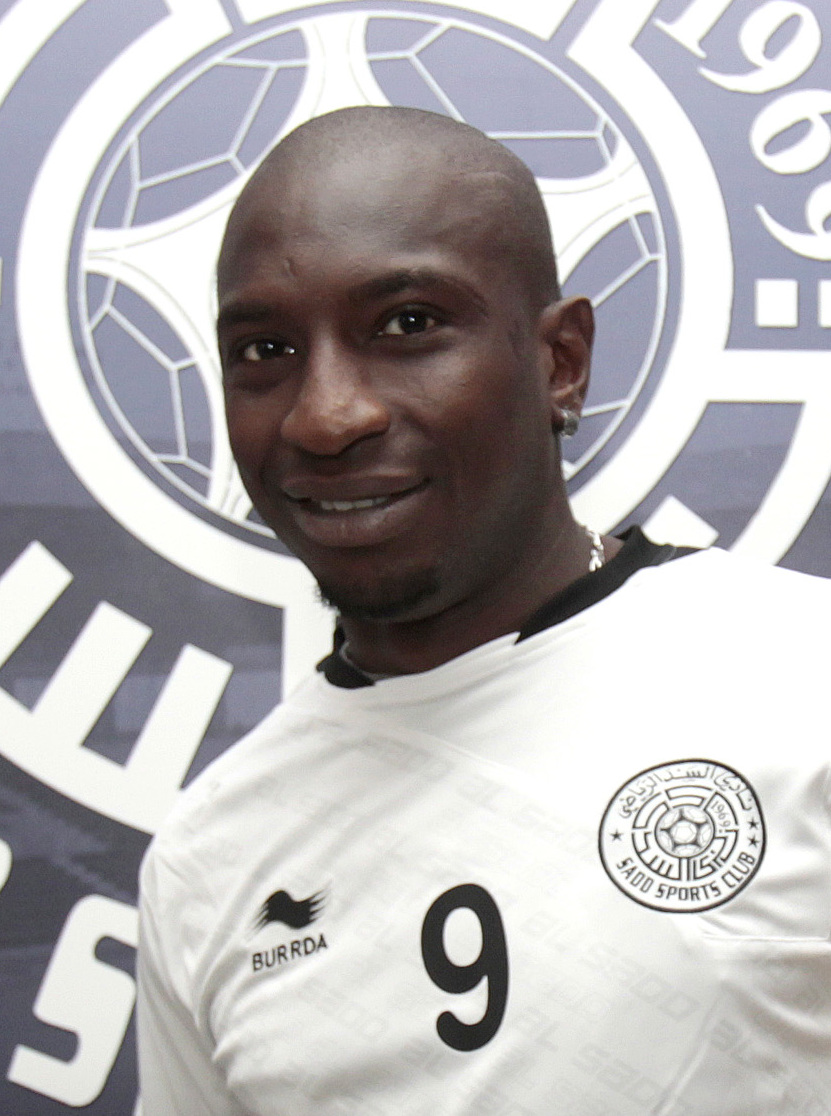

مامادو نيامغ (بالفرنسية: Mamadou Niang)‏، من مواليد 13 أكتوبر 1979 في ماتام في السنغال، لاعب كرة قدم سنغالي.
بدأ مسيرته الكروية مع نادي تروا الفرنسي في عام 1999، ولعب معهم حتى عام 2003، وشارك معهم في 47 مباراة وسجل 8 أهداف، وفي عام 2003 لعب مع نادي متز الفرنسي، ولعب معهم 12 مباراة وسجل 5 أهداف، وفي عام 2003 انتقل إلى نادي ستراسبورغ الفرنسي، ولعب معهم حتى عام 2005، وشارك معهم في 56 مباراة وسجل 21 هدف، ومنذ عام ومنذ عام 2005الى 2010 لعب لمرسيليا الفرنسي ولحد الآن سجل نيانغ لمارسيليا 64 هدف في 153 مباراة له مع الفريق الجنوبي وبلغ أوج عطاته في هذا الفريق الفرنسي الكبير وحالياً انتقل النجم الكبير عام 2010 إلى فريق فنربخشة التركي وينتظر مشاركاته الأولى مع الفريق
و هو يلعب مع منتخب السنغال لكرة القدم منذ عام 2004.
انتقل الآن إلى نادي السد القطري بمبلغ مليون يورو. حقق مع السد القطري كاس ابطال آسيا في العام 2011. سدد الركلة الأولى في تحديد ثالث العالم في اليابان حيت حقق الفريق الفوز على بطل اليابان.

## روابط خارجية
- مامادو نيانغ على موقع الاتحاد الدولي (مؤرشف)  (الإنجليزية)
- مامادو نيانغ على موقع الاتحاد الأوربي (الإنجليزية)
- مامادو نيانغ على موقع اتحاد تركيا (لاعب) (الإنجليزية)
- مامادو نيانغ على موقع رابطة كرة القدم الفرنسية للمحترفين (الإنجليزية)
- مامادو نيانغ على موقع قاعدة بيانات كرة القدم.إي يو (الإنجليزية)
- مامادو نيانغ على موقع ليكيب (الفرنسية)
- مامادو نيانغ على موقع ناشيونال فوتبول تيمز (الإنجليزية)
- مامادو نيانغ على موقع Soccerway.com (الإنجليزية)
- مامادو نيانغ على موقع عالم كرة القدم.نت (الإنجليزية)
- مامادو نيانغ على موقع كووورة